# Outhine Bounyavong
Outhine Bounyavong (Lao: ອຸທິນ ບຸນຍາວົງ, ALA-LC ʻUthin Bunyāvong; * 1942; † 2000) war ein hauptsächlich für seine Gegenwartsliteratur bekannter laotischer Schriftsteller.
Er wurde 1942 in der Provinz Sainyabuli geboren und wuchs in der Hauptstadt Vientiane auf. Dort war Pierre Somchine Nginn, Autor eines der ersten in laotischer Sprache verfassten Romane, einer seiner frühen Lehrer.
In den 1960er Jahren übte Outhine verschiedene Tätigkeiten aus und begann, kurze Erzählungen in Zeitungen und Zeitschriften zu veröffentlichen. Er stieß zu einer Gruppe von Schriftstellern, zu der auch die Kinder des bedeutenden laotischen Gelehrten Sila Viravong gehörten. Aus dieser Gruppe heiratete er dessen Tochter Douangdeuane Viravong, die selbst eine bedeutende Schriftstellerin ist.
Outhine arbeitete während des laotischen Bürgerkrieges und setzte seine Arbeit nach dem Sieg der Kommunisten im Jahr 1975 fort, indem er für das staatliche Verlagshaus schrieb. Viele seiner Geschichten beleuchten traditionelle Aspekte der laotischen ländlichen Lebens. Mindestens eine Sammlung wurde als Mother’s Beloved ins Englische übersetzt.

## Bibliografie
ແພງແມ່ = Mother’s Beloved: Stories from Laos, edited by Bounheng Inversin and Daniel Duffy, introduction by Peter Koret, University of Washington Press, 1999, ISBN 0-295-97736-1